# Herkules III d’Este

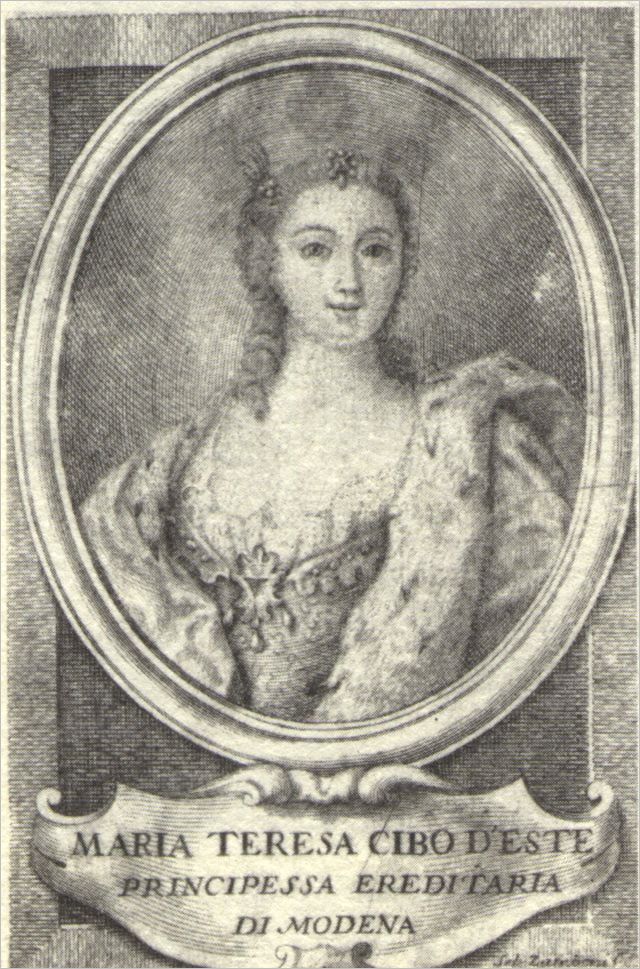
Maria Teresa Cybo Malaspina

Herkules Rejnold III d’Este, Ercole III. Rinaldo d’Este (ur. 22 listopada 1727, zm. 14 października 1803) – książę Modeny i Reggio w latach 1780–1796, książę Modeny-Bryzgowii w latach 1803–1806.
Urodził się w Modenie jako syn księcia Franciszka III i Charlotty Aglae Orleańskiej, córki regenta Francji – Filipa II Burbona, księcia Orleanu. W 1741 poślubił Marię Teresę Cybo Malaspinę, dzięki której pozyskał dla rodu d’Este księstwa Massa i Carrara.
Był powszechnie lubiany przez swoich poddanych (czasami rozmawiał z nimi używając dialektu modeńskiego) i kontynuował reformy rozpoczęte przez swojego ojca. Wybudował dwa mosty w Rubierze i św. Ambrożego w Modenie na Via Aemilia. Wybudował kilka nowych dróg łączących sąsiednie stany. W 1785 założył Akademię Sztuk Pięknych Atestina (wł. l’Accademia Atestina di Belle Arti). Podczas całych jego rządów sztuka i kultura przeżywały rozkwit. Wśród protegowanych artystów Franciszka byli: Lazzaro Spallanzani, Giambattista Venturi, Girolamo Tiraboschi, Lodovico Ricci i inni.
Inwazja wojsk francuskich zmusiła go do ucieczki do Wenecji 7 maja 1796, wraz ze swoim okazałym dobytkiem. Później kiedy Francuzi pojmali go w Wenecji, zrabowali z jego domu 200 000 cekinów. Po tym wydarzeniu Herkules przeniósł się do Treviso, gdzie zmarł w 1803 roku.
W zawartym między cesarzem Franciszkiem II Habsburgiem a zwycięskim Napoleonem pokój w Campo Formio (17 października 1797) znajdowała się klauzula o przekazaniu Herkulesowi d’Este tytułem odszkodowania za utracone ziemie i dochody Bryzgowii wraz z Fryburgiem. Mimo że potwierdzał ją też układ pokojowy w Lunéville (9 lutego 1801), książę ociągał się z formalnym objęciem tych ziem w posiadanie. Dopiero po przyznaniu mu dodatkowo dalszych terenów w Badenii – sąsiadującej na północy z Bryzgowią Ortenau – przystał na ten układ, co potwierdziła uzupełniająca umowa podpisana 26 grudnia 1802. Ponieważ nie zamierzał sprawować osoboście rządów w Bryzgowii, mianował jeszcze 1 listopada 1802 swego zięcia arcyksięcia Ferdynanda swoim spadkobiercą i władcą tak powstałego księstwa Modeny i Bryzgowii. Formalne przekazanie Bryzgowii przez dotychczas panującą w tym rejonie habsburską Austrię Przednią (Vorderösterreich) księstwu Modeny miało miejsce podczas stosowne uroczystości we Fryburgu 2 marca 1803. Sam książę d’Este nigdy swego księstwa nie odwiedził.

## Potomstwo
Z Marią Teresą Cybo Malaspiną miał dwoje dzieci:
- Marię Beatrycze Ryszardę d’Este (1750–1829), księżną Massy i Carrary, żonę arcyksięcia Ferdynanda Habsburga. Ich syn Franciszek IV Habsburg-Este odzyskał rodzinne księstwo Modeny i Reggio w 1814.
- Rejnolda d’Este (ur. i zm. 1753).